# João Marinho de Azevedo
João Marinho de Azevedo (Rio de Janeiro, 15 de janeiro de 1875 – Rio de Janeiro, 12 de fevereiro de 1956) foi um médico brasileiro.
Doutorado em medicina pela Faculdade de Medicina do Rio de Janeiro em 1897, defendendo a tese “De trepanação da apófise mastoide nos casos de otite média”. Foi eleito membro da Academia Nacional de Medicina em 1920, na Cadeira 29, sucedendo Daniel de Oliveira Barros D'Almeida, que é também patrono da mesma.